# Bývalá Železná rozhledna
Bývalá Železná rozhledna, nazývaná také bývalá rozhledna Walderode, se nachází ve výšce 524 m n. m. Zaniklá rozhledna je situovaná nedaleko osady Boňkov (části vesnice Olšovec) v Potštátském skalním městě na katastru města Potštát v Oderských vrších (části pohoří Nízký Jeseník) v okrese Přerov v Olomouckém kraji.

## Historie a popis
Na místě se nachází kamenná zděná zeď s dveřmi a bez střechy jako pozůstatek základů rozhledny. Původně soukromou rozhlednu vybudoval hrabě Zikmund Desfours-Walderode v roce 1929. Rozhledna byla konstruovaná jako ocelová příhradová konstrukce s ocelovým žebříkem vedoucím ke kruhovému ochozu ve výšce 28 m nad terénem. Pro havarijní stav byla příhradová konstrukce rozhledny stržena a odstraněna v roce 1972. Z rozhledny byl rozhled s výhledem až na Slovensko na štíty pohoří Západní Tatry.

## Další informace

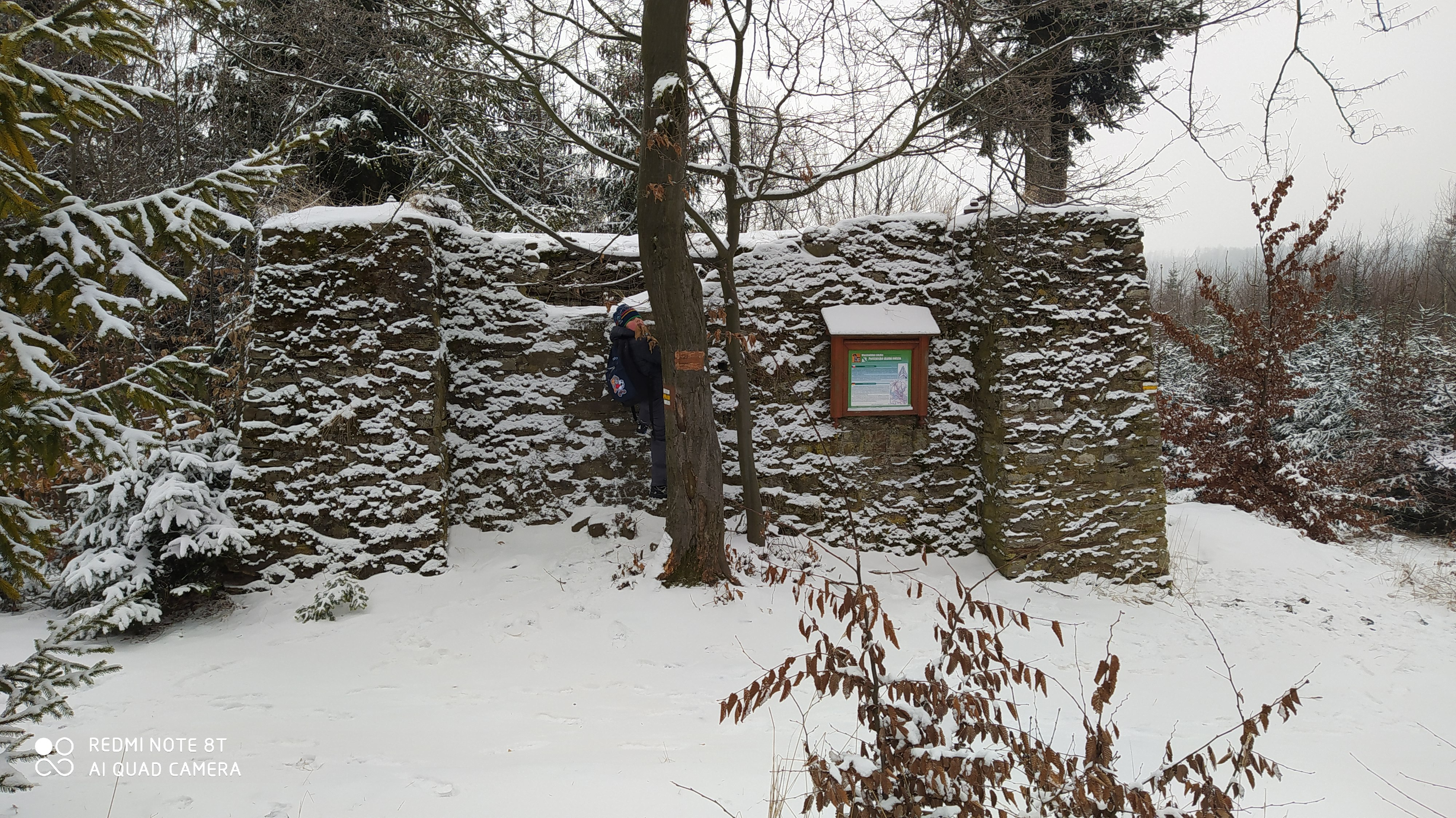

Rozhledna je přístupná po turistické značce z hradu Puchart k rozcestníku „Pod Kyžlířovem“ u Potštátu anebo po lesních cestách v okolí.